# Hellingveen
Hellingveen (ook wel -als Germanisme- Hangveen genoemd) is een veengebied dat zich bevindt op de flank van een heuvel.
Het veen kan ontstaan daar waar kwel optreedt door de aanwezigheid van een ondoordringbare laag.
In Nederland vindt men nog een hellingveengebied van 15 ha op de Brunssummerheide dat gekenmerkt wordt door voedselarme en zure kwel. De vegetatie bestaat uit pijpenstrootje op veenmos en centraal vindt men beenbreek en eenarig wollegras. Het gebied kent een specifieke insectenwereld.
Ook de Breukberg bij Schinveld bezit hellingveen. Hier vindt men onder meer beenbreek en veenmosorchis, kleine veenbes en lavendelheide.
Daarnaast komt hellingveen voor op de Sprengenberg te Overijssel en in het bronnengebied van de Roode Beek